# 第一誡
《第一誡》是一部2008年香港恐怖鬼片，由唐永健執導，黃偉輝任動作設計，余文樂、鄭伊健、車婉婉和謝苑諭主演。該片以警方接到靈異電話這類都市怪談為藍本，講述警察如何應付五個聲稱「我家裏有一些奇怪東西」的神秘電話。

## 劇情簡介
刑警李国强（余文乐 饰）击毙了杀人魔王陈福来，自己也身中数枪生命垂危。他在医院休养了四十九天，但刚刚出院就告知职位已被调至杂物科，只因为他的证词里有一些科学无法解释的灵异现象。来到杂物科的李国强遇见了黃耀祖（郑伊健 饰），这个微胖又酗酒的中年人告诉他，和别的部门不同，杂物科专门处理那些所谓的“灵异事件”，但若想在这里生存下去，就必须坚定一个信念，那就是第一诫：“这个世上没有鬼！”可是这个世上却真的是有鬼的，连月来发生的数起诡异的自杀案件引起了李国强的注意。通过调查，他发现这是陈福来的魂魄杀心不改，他可以通过触碰附在任何人的身上，然后操纵他们的身体为所欲为。为了制伏凶手，李SIR和黄SIR强强联手，展开了一场惊心动魄的大追击。然而就在此时，李国强却渐渐的分不清楚，一直都在鼎力帮助自己的黃耀祖，他到底是敌是友。

## 角色
| 演員   | 角色       | 簡介                                                |
| 余文樂 | 李國強     | 警察 初為軍裝，後調至雜務科                         |
| 鄭伊健 | 黃耀祖     | 警察 雜務科主管                                     |
| 車婉婉 | Esther     | 黃 Sir 之女友                                       |
| 謝苑諭 | May        | 李國強之女友                                        |
| 袁富華 | 陳福來     | 表面是補習老師，實為連環殺手 被李國強射殺後成為厲鬼 |
| 李蘊   | 外賣少女   | 被鬼上身後於天台掉落                                |
| 梁梓欣 | 停車場女屍 | 陳福來之學生 被殺後藏於陳之車尾箱                   |
| 蔡嘉寶 | 林少玉     | 十六歲少女 被厲鬼上身後吊頸身亡                     |
| 王璐瑤 | 郭小蘭     | 護士                                                |

## 獎項
- 2008 富川國際奇幻電影節
  - 最佳男演員（鄭伊健、余文樂）
- 新加坡國際電影節

## 外部連結
- 香港影庫上《第一誡》的資料（繁體中文）
- 互联网电影数据库（IMDb）上《第一誡》的资料（英文）
- 豆瓣电影上《第一誡》的資料 （简体中文）
- 时光网上《第一誡》的資料（简体中文）